# Disco (Kylie Minogue)
Disco (reso graficamente come DISCO) è il quindicesimo album in studio della cantante australiana Kylie Minogue, pubblicato il 6 novembre 2020.

## Descrizione
La produzione di DISCO è iniziata nell'autunno del 2019, sebbene la Minogue non avesse un concetto consolidato per l'album. Tuttavia, si è sentita ispirata musicalmente dopo il Golden Tour (2018-19), la Minogue ha sentito che la sua direzione creativa stava «tornando dritta sulla pista da ballo» con un progetto discografico influenzato dalla discoteca. Il lavoro di registrazione delle tracce è proseguito durante la pandemia di COVID-19 del 2019-2021, portando la cantautrice a cantare le tracce nello studio in casa per via dell'isolamento previsto dai regolamenti australiani nel corso dell'anno. Alistair Norbury, presidente dell'etichetta discografica BMG della Minogue, ha annunciato che la cantante stava imparando a registrare e a progettare la propria voce usando Logic Pro per completare DISCO entro il 2020. Ogni brano è stato scritto in collaborazione con la cantante assieme a Teemu Brunila, Fiona Bevan, Ash Howes e Maegan Cottone.
Il 6 ottobre 2021 Minogue annuncia l'uscita del nuovo singolo A Second to Midnight, in collaborazione con Years & Years. Esso è il singolo di lancio della re-issue dell'album dal nome Disco: Guest List Edition, uscita il 12 novembre. Oltre a questa collaborazione, vanta la presenza di diversi artisti quali Jessie Ware, Gloria Gaynor, Dua Lipa e Purple Disco Machine.
Il 10 dicembre 2021 esce una versione dell'album con le versioni estese dei brani dell'edizione principale: Disco (Extended Mixes).

## Accoglienza
| Recensione    | Giudizio |
| ------------- | -------- |
| AllMusic      |          |
| Clash         | 8/10     |
| The Guardian  |          |
| NME           |          |
| Rolling Stone |          |
| The Times     |          |

Il progetto discografico ha ricevuto recensioni generalmente positive dalla critica musicale internazionale. In una recensione positiva per NME, Nick Levine ha descritto l'album come «un insieme stimolante che sembra il miglior album della Minogue da Aphrodite del 2010 [...] Disco luccica, è bagliore scintillante semplicemente irresistibile». Robin Murray della testata musicale Clash ha definito Disco «pura evasione dalla prima all'ultima traccia, un punto di uscita dal buio che è caduto nel mondo dal 2020», complimentandosi con i produttori per la fusione di stili vintage e moderni dell'album.
Descrivendo l'album come «pura fantasia», Will Hodgkinson del The Times ha affermato: «la cosa migliore di DISCO che arriva in un momento in cui la speranza ha raggiunto il suo apice, è l'ottimismo che serviva al nostro pianeta». Scrivendo per The Guardian, Michael Cragg ha descritto l'album come «intriso nel mix soprannaturale di Kylie di alta concezione e totale sincerità dei testi», lodando al contempo l'album per la sua «consistente eterogeneità sonora». Sempre per The Guardian, il critico Ben Neutze, commenta il successo nella classifica britannica, affermando «È un album degno di questo traguardo: una raccolta di canzoni che esemplifica la gioia catartica che è stata centrale per il marchio Kylie fin dall'inizio. È la musica che fa venire voglia di ballare, e anche se le piste da ballo dove si riuniscono molti dei suoi fan sono attualmente chiuse. È un dono di speranza».
Neil Z. Yeung di AllMusic ha elogiato l'album per aver raggiunto gli standard degli album dei primi anni 2000 della Minogue, considerandolo un ritorno alla forma originaria dopo Golden.

## Promozione
Il 22 luglio la cantante ha annunciato il primo singolo Say Something e, in contemporanea, la data di pubblicazione del suo quindicesimo album in studio, prevista per il 6 novembre successivo.
Magic è stata pubblicata il 24 settembre 2020 come secondo singolo ufficiale, accompagnata dal relativo video musicale.
Real Groove è stata annunciata come terzo singolo ufficiale dalla cantante il 5 dicembre 2020. Il 2 gennaio 2021 è entrata ufficialmente in rotazione radiofonica in Regno Unito.
Il 23 ottobre 2020 viene resa disponibile I Love It, estratta come singolo promozionale dell'album. Il 31 dicembre viene pubblicato a sorpresa un remix del brano Real Groove che vede la collaborazione della cantante britannica Dua Lipa. Il remix, intitolato Studio 2054 Remix, deve il nome all'incontro delle due artiste avvenuto in occasione del concerto in streaming Studio 2054 di Dua Lipa, tenutosi nelle settimane precedenti.
A causa della pandemia di COVID-19 del 2020, la cantante ha scelto di promuovere l'album con un concerto virtuale, Infinite Disco, che ha avuto luogo il 7 novembre 2020, all'indomani della pubblicazione di Disco. Il concerto è stato successivamente riproposto il 31 dicembre, in occasione della vigilia del nuovo anno, con la possibilità di accedere a sei diversi livestream a seconda del fuso orario.

## Tracce
1. Magic – 4:10 (Kylie Minogue, Teemu Brunila, Daniel Heløy Davidsen, Peter Wallevik, Michelle Buzz)
2. Miss a Thing – 3:56 (Kylie Minogue, Teemu Brunila, Nico Johann "Stadi" Hartikainen, Ally Ahern)
3. Real Groove – 3:14 (Kylie Minogue, Teemu Brunila, Nico Johann "Stadi" Hartikainen, Alida Gaprestad)
4. Monday Blues – 3:09 (Kylie Minogue, Skylar Adams, Maegan Cottone, Daniel Shah, Linslee Campbell)
5. Supernova – 3:17 (Kylie Minogue, Skylar Adams, Maegan Cottone)
6. Say Something – 3:32 (Kylie Minogue, Richard "Biff" Stannard, Jonathan Green, Ash Howes)
7. Last Chance – 3:03 (Kylie Minogue, Skylar Adams, Maegan Cottone)
8. I Love It – 3:50 (Kylie Minogue, Richard "Biff" Stannard, Duck Blackwell)
9. Where Does the DJ Go? – 3:01 (Kylie Minogue, Skylar Adams, Daniel Shah, Kiris Houston)
10. Dance Floor Darling – 3:12 (Kylie Minogue, Skylar Adams, Maegan Cottone, Linslee Campbell)
11. Unstoppable – 3:34 (Kylie Minogue, Fiona Bevan, Troy Miller)
12. Celebrate You – 3:41 (Kylie Minogue, Skylar Adams, Maegan Cottone, Maegan Cottone)

Durata totale: 41:39
Edizione deluxe
1. Till You Love Somebody – 3:02 (Kylie Minogue, Teemu Brunila, Skylar Adams, Linslee Campbell)
2. Fine Wine – 2:44 (Kylie Minogue, Skylar Adams, Maegan Cottone)
3. Hey Lonely – 3:28 (Kylie Minogue, Skylar Adams, Maegan Cottone)
4. Spotlight – 2:42 (Kylie Minogue, Skylar Adams, Daniel Shah, Kiris Houston)

Durata totale: 11:56
Guest List Edition
1. A Second to Midnight (con Years & Years) – 3:27 (Kylie Minogue, Richard "Biff" Stannard, Duck Blackwell, Olly Alexander, Martin Sjølie)
2. Kiss of Life (con Jessie Ware) – 3:13 (Kylie Minogue, Jessie Ware, James Ford, Danny Parker, Shungudzo)
3. Can't Stop Writing Songs About You (con Gloria Gaynor) – 3:04 (Peter Wallevik, Daniel Heløy Davidsen, Iain James, Sinéad Harnett, PhD)
4. Real Groove (Studio 2054 Remix) (con Dua Lipa) – 4:22 (Kylie Minogue, Teemu Brunila, Nico Johann "Stadi" Hartikainen, Alida Gaprestad, William Bowerman)
5. Say Something (Basement Jaxx Remix) – 5:22 (Kylie Minogue, Richard "Biff" Stannard, Jonathan Green, Ash Howes, Basement Jaxx)
6. Say Something (F9 Club Mix) – 6:34 (Kylie Minogue, Richard "Biff" Stannard, Jonathan Green, Ash Howes)
7. Say Something (Syn Cole Extended Remix) – 4:04 (Kylie Minogue, Richard "Biff" Stannard, Jonathan Green, Ash Howes, Syn Cole)
8. Magic (Purple Disco Machine Extended Remix) – 5:07 (Kylie Minogue, Teemu Brunila, Daniel Heløy Davidsen, Peter Wallevik, Michelle Buzz, PhD, Purple Disco Machine)
9. Real Groove (Studio 2054 Initial Talk Remix) (con Dua Lipa) – 3:43 (Kylie Minogue, Teemu Brunila, Nico Johann "Stadi" Hartikainen, Alida Gaprestad, Initial Talk)
10. Dance Floor Darling (Linslee's Electric Slide Remix) – 3:55 (Kylie Minogue, Skylar Adams, Maegan Cottone, Linslee Campbell)

Durata totale: 42:51
Extended Mixes
1. Magic - Extended Mix – 5:31
2. Miss a Thing - Extended Mix – 5:20
3. Real Groove - Extended Mix – 4:23
4. Monday Blues - Extended Mix – 5:12
5. Supernova - Extended Mix – 4:56
6. Say Something - Extended Mix – 5:20
7. Last Chance - Extended Mix – 4:41
8. I Love It - Extended Mix – 5:02
9. Where Does the DJ Go? - Extended Mix – 4:13
10. Dance Floor Darling - Extended Mix – 4:34
11. Unstoppable - Extended Mix – 4:54
12. Celebrate You - Extended Mix – 5:12

Durata totale: 59:18

## Successo commerciale
Disco ha debuttato in vetta alla Official Albums Chart britannica con 54 905 unità vendute nella sua prima settimana di disponibilità, di cui 45 497 vendite fisiche, 6 368 download digitali e 3 040 unità risultanti dalle riproduzioni in streaming. È diventato l'ottavo album numero uno della cantante, che ha così ottenuto la distinzione di essere la prima solista ad avere un album in vetta alla classifica britannica in cinque decenni consecutivi. Ha inoltre segnato la settimana d'apertura più grande dell'anno per un album nel paese.

## Classifiche

### Classifiche settimanali
| Classifica (2020) | Posizione massima |
| ----------------- | ----------------- |
| Australia         | 1                 |
| Austria           | 7                 |
| Belgio (Fiandre)  | 6                 |
| Belgio (Vallonia) | 10                |
| Canada            | 17                |
| Finlandia         | 17                |
| Francia           | 8                 |
| Germania          | 3                 |
| Irlanda           | 4                 |
| Italia            | 29                |
| Nuova Zelanda     | 9                 |
| Paesi Bassi       | 11                |
| Polonia           | 21                |
| Portogallo        | 15                |
| Regno Unito       | 1                 |
| Repubblica Ceca   | 15                |
| Slovacchia        | 33                |
| Spagna            | 8                 |
| Stati Uniti       | 26                |
| Svezia            | 15                |
| Svizzera          | 4                 |
| Ungheria          | 33                |

### Classifiche di fine anno
| Classifica (2020) | Posizione |
| ----------------- | --------- |
| Australia         | 62        |
| Regno Unito       | 33        |